# Білокрилий кровосос американський
Білокрилий кровосос американський (Diaemus youngi) — вид родини листконосові (Phyllostomidae), ссавець ряду лиликоподібні (Vespertilioniformes, seu Chiroptera).

## Морфологічні особливості
Довжина голови і тіла від 77 до 115 мм, довжина передпліччя між 48 і 54 мм, довжина ступні від 16 до 20 мм, довжина вух від 16 до 18 мм і вага до 40 гр. Хутро рідке і шовковисте. Верхні частини тіла від коричневого до червонувато-коричневого. Черевна частина сірувато-бура. Очі відносно великі і блискучі. Писок короткий. Не має хвоста. Зубна формула: 1/2, 1/1, 1/2, 2/1 = 22. Верхні різці дуже великі і гострі. Каріотип, 2n=32 FNa=60.

## Екологія
Спочиває в печерах, дуплах дерев невеликими групами до 30 осіб. Харчуються в основному кров'ю різних видів птахів.

## Середовище проживання
Країни поширення: Аргентина, Болівія, Бразилія, Колумбія, Коста-Рика, Еквадор, Сальвадор, Французька Гвіана, Гватемала, Гаяна, Мексика, Нікарагуа, Панама, Парагвай, Перу, Суринам, Тринідад і Тобаго, Венесуела. Зустрічаються в різного типу лісах і перехідних зонах.